# Штурм (футбольный клуб, Иванков)
«Штурм» — украинский футбольный клуб из пгт Иванков Киевской области. Участник Кубка Украины сезона 2023/24. Домашней ареной является стадион «Центральный», вмещающий 1000 зрителей, но из-за соображений безопасности на время российского вторжения «Штурм» играет на стадионе «Левый берег» в Киеве.
Клубные цвета: чёрный и голубой.

## История
Команда появилась в 2017 году для участия в любительских соревнованиях 8 на 8. В 2021 году команда стала чемпионом Иванковского района, а в следующем году планировала выступить в чемпионате Киевской области, однако турнир не состоялся из-за российского вторжения. В январе 2022 года команда сыграла на Мемориале Макарова, где дошла до четвертьфинала.
После российского вторжения команда перестала выступать в Иванкове и переехала в столицу, где её домашней ареной стал стадион «Левый берег». В сезоне 2022/23 команда была заявлена в любительский чемпионат и кубок Украины. Стартовый состав «Штурма» в основном состоял из возрастных футболистов, ранее имевших опыт выступления на уровне профессионалов, среди которых были Андрей Пилявский, Артём Старгородский, Сергей Погорелый, Денис Васильев, Александр Бондаренко, Дмитрий Козаченко, Вадим Бовтрук. В середине сезона к «Штурму» присоединился Николай Ищенко. Главным тренером стал Владимир Бондаренко, пришедший из расформированной симферопольской «Таврии».
В итоге в любительском чемпионате Украины «Штурм» дошёл до финала, где уступил «Дружбе» из Мировки (2:0), а в Кубке иванковский клуб остановился на стадии полуфинала. Одновременно с выступлениями на всеукраинском уровне команда участвовала в чемпионате Киевской области сезона 2022/23, где заняла второе место. «Штурм» имел наиболее возрастной состав среди всех участников турнира. Средний возраст составил 30,1 год. Капитаном команды являлся 34-летний Алексей Ремезовский. Игорь Сикорский забил 24 гола и стал лучшим бомбардиром областного чемпионата. Вратарь «Штурма» Сергей Погорелый отыграл во всех 22 матчах команды и в 18 из них оставил свои ворота «сухими», что стало новым рекордом областного чемпионата. В областном кубке команда сумела дойти до полуфинала турнира. Кроме того, в феврале 2023 года команда дошла до финала Мемориала Макарова и четвертьфинала Мемориала Щанова.
Благодаря выходу в полуфинал любительского Кубка Украины, «Штурм» получил право сыграть в Кубке Украины, где в стартовом этапе турнира иванковцы встретились с клубом Второй лиги Украины — ЮКСА, но в итоге уступили профессионалам (1:1 осн. время и 4:5 по пен.). Единственный гол иванковцев забил Владимир Лысенко, возобновивший игровую карьеру и присоединившийся к «Штурму» накануне игры.
В сезоне 2023/24 команда вновь участвовала в любительском чемпионате Украины, где стала 7-й в турнирной таблице своей группы. В любительском кубке Украины того же сезона «Штурм» дошёл до финала, в котором уступил «Николаеву» из Львовской области.
В 2024 году на базе «Штурма» была создана вторая команда ковалёвского «Колоса», которая заявилась для участия во Второй лиге Украины, а иванковский клуб был расформирован.

## Статистика
| Год                            | Этап       | Место      | И  | В | Н | П | ГЗ | ГП | О  |
| ------------------------------ | ---------- | ---------- | -- | - | - | - | -- | -- | -- |
| Любительский чемпионат Украины |            |            |    |   |   |   |    |    |    |
| 2022/23                        | Группа     | 3 из 8     | 14 | 7 | 3 | 4 | 19 | 11 | 24 |
| 2022/23                        | Плей-офф   | 2 из 8     | 5  | 3 | 1 | 1 | 7  | 4  | 10 |
| 2023/24                        | Группа     |            |    |   |   |   |    |    |    |
| Любительский кубок Украины     |            |            |    |   |   |   |    |    |    |
| 2022/23                        | 1/2 финала | 1/2 финала | 6  | 4 | 2 | 0 | 16 | 4  | 14 |